# James Dutton (gouverneur)
Pour les articles homonymes, voir Dutton.
James Dutton, né le 21 février 1954, est un militaire et homme politique britannique, gouverneur de Gibraltar de 2013 à 2015.